# Santesteban
Santesteban in castigliano e Doneztebe in basco, è un comune spagnolo di 1 385 abitanti situato nella comunità autonoma della Navarra.